# Likbärarelaget Enigheten
Understödsföreningen Likbärarlaget Enigheten i Malmö är en försäkringsförening som bildades den 28 juni 1729 av handskmakareskrået i Malmö.

## Historik
Malmö var vid tiden för föreningens bildande förutom en "stapel- och handelsstad" en garnisonsstad med omfattande militärt inslag. Handskmakarskrået var vid samma tid det dominerande hantverkarskrået i Malmö där en stor del av verksamheten var direkt riktad mot de militära verksamheterna. Handskar och även andra skinn- och lädervaror förbrukades därmed i stor mängd av de i staden förlagda trupperna.
Många städer hade vid tiden för detta lags bildande vanligtvis flera olika likbärarlag representerande olika grupperingar i samhället som exempelvis hantverkarskrån. Omfattande farsoter som ofta kunde halvera befolkningarna gjorde det nödvändigt att kunna transportera bort och begrava avlidna på ett enkelt, men dock värdigt sätt. I Malmö fanns vid den tiden för Enighetens bildande ytterligare 5 likbärarelag varav ett något äldre likbärarlag som hette Hantverkarnas i Malmö likbärarlag bildat 1710 och som upphörde 1944. Även militären som fanns i staden hade sitt eget lag och det finns en konflikt beskriven i rättsprotokoll från 1730-talet kring rätten att bära lik som ofta var en inkomstbringande verksamhet.
Enigheten var tidigare en begravningskassa och styrs av ett lagråd.

Åldermän & Ordföranden från begynnelsen 1729 -
| Löpnr | Startår | Slutår | Namn             | Befattning | Yrke              |
| ----- | ------- | ------ | ---------------- | ---------- | ----------------- |
| 1     | 1729    | 1732   | Oluf Nelson      | Ålderman   | Handskmakare      |
| 2     | 1732    | 1735   | Rasmus Ipsson    | Ålderman   | Handskmakare      |
| 3     | 1735    | 1738   | Hans Schougårdh  | Ålderman   | Handskmakare      |
| 4     | 1738    | 1758   | Erick Lundhåltz  | Ålderman   | Handskmakare      |
| 5     | 1758    | 1760   | Hans Skougård    | Ålderman   | Handskmakare      |
| 6     | 1760    | 1771   | Nils Pehrsson    | Ålderman   | Handskmakare      |
| 7     | 1771    | 1788   | Bengt Kiellberg  | Ålderman   | Handskmakare      |
| 8     | 1788    | 1792   | Andreas Ruth     | Ålderman   | Handskmakare      |
| 6     | 1792    | 1809   | Petter I Hyberg  | Ålderman   | Handskmakare      |
| 10    | 1809    | 1809   | Sven Berggren    | Förman     | Bryggare          |
| 11    | 1809    | 1817   | G.S.Seth         | Förman     | Bryggare          |
| 12    | 1817    | 1818   | Sven Malmgren    | Förman     | Tunnbindare       |
| 13    | 1818    | 1832   | G.W. Sterenius   | Förman     | Bokbindare        |
| 14    | 1832    | 1848   | N. Joachimsson   | Förman     | Traktör           |
| 15    | 1848    | 1858   | J.L. Tullström   | Förman     | Handlande         |
| 16    | 1858    | 1864   | A. Andersson     | Förman     | Traktör           |
| 17    | 1864    | 1888   | J.C. Westergren  | Ordförande | Byggmästare       |
| 18    | 1888    | 1897   | E. Erlandsson    | Ordförande | Bryggare          |
| 19    | 1897    | 1905   | C. Waltz         | Ordförande | Brandmästare      |
| 20    | 1905    | 1907   | M.J. Mårtensson  | Ordförande | Handlande         |
| 21    | 1907    | 1947   | J. Ekberg        | Ordförande | Målaremästare     |
| 22    | 1948    | 1960   | Carl Sandstedt   | Ordförande | Förrådsförvaltare |
| 23    | 1960    | 1962   | Hugo Magnusson   | Ordförande | Herr              |
| 24    | 1962    | 1982   | Harvich Stjerna  | Ordförande | Advokat           |
| 25    | 1982    | 1989   | Anders Grönvall  | Ålderman   | Bibliotekarie     |
| 26    | 1989    | 2006   | Nils Atlas       | Ålderman   | Fabrikör          |
| 27    | 2006    | 2009   | Per-Erik Jönsson | Ålderman   | Ingenjör          |
| 28    | 2009    | 2010   | Stenolof Olsson  | Ålderman   | Rektor            |
| 29    | 2010    | 2015   | Jörn Plato       | Ålderman   | Ingenjör          |
| 30    | 2015    | 2016   | P.O. Kjellborn   | Ålderman   | Ingenjör          |
| 31    | 2016    | ff     | Lennart T Olsson | Ålderman   | Ingenjör          |